# Una rosa ha brotado
Una rosa ha brotado (en alemán: Es ist ein Ros entsprungen) es un villancico navideño e  himno mariano de origen alemán.

## Historia
Se piensa que la letra fue escrita por un autor anónimo que expresa el cumplimiento de la profecía del profeta:

Saldrá una rama del tronco de Jesé y un retoño brotará de sus raíces
Isaías 11:1 

La obra apareció por primera vez impresa al final del siglo XVI. El himno ha sido utilizado tanto por católicos como por protestantes, estando el foco de la  canción en la Virgen María o en Jesús, respectivamente. Además, ha habido numerosas versiones del himno, con longitudes y textos variables. En 1844, el himnólogo alemán de: Friedrich Layriz añadió tres estrofas más, la primera de ellas, Das Blümelein so kleine so kleine, fue muy popular y ha sido incluida en los himnarios católicos.
La tonada hoy más familiar aparece en el Himnario Speyer (impreso en Colonia en 1599), y la armonización más usual fue escrita por el compositor alemán Michael Praetorius en 1609.
La traducción inglesa "Lo, How a  Rose E'er Blooming" fue escrita por Theodore Baker en 1894. Una traducción de los primeros dos versos del himno como "Una Rosa Inmaculada" fue escrita por Catherine Winkworth y fue arreglada como un himno a cuatro voces  SATB por Herbert Howells en 1919 y Philip Ledger en 2002.

## Letra
| Alemán original | Adaptación al español |
| --- | --- |
| Es ist ein Ros entsprungen, aus einer Wurzel zart, wie uns die Alten sungen, von Jesse war die Art und hat ein Blümlein bracht mitten im kalten Winter, wohl zu der halben Nacht.                       | Una rosa ha brotado en un lindo vergel, el capullo anunciado del tallo de Jesé. Ha nacido una flor en medio de la noche, de un invierno helador.                                                                             |

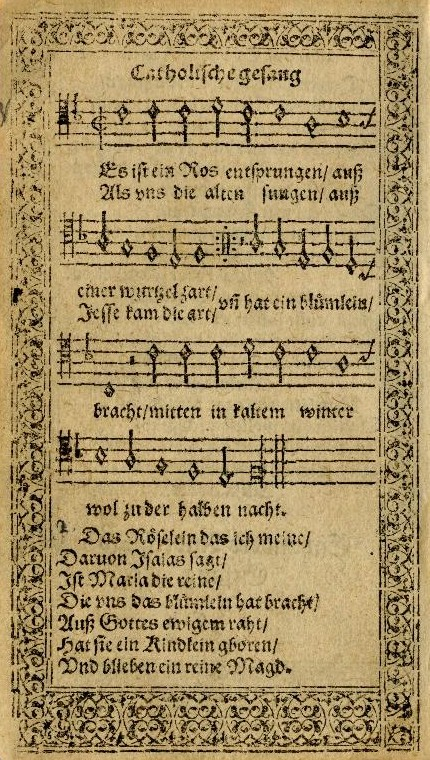
Himnario de Speyer, Es ist ein Ros entsprungen

| Das Röslein, das ich meine, davon Jesaia sagt, ist Maria die reine die uns das Blümlein bracht. Aus Gottes ew’gem Rat hat sie ein Kind geboren und blieb ein reine Magd. oder: Welches uns selig macht. | El capullo de rosa al que me refiero, Ya menciona Isaías: Es María inmaculada, Que nos trajo la florecilla. De la eterna palabra de Dios Ha dado a luz un hijo, Y se mantiene doncella y pura. O bien: Que nos ha bendecido. |
| Das Blümelein, so kleine, das duftet uns so süß, mit seinem hellen Scheine vertreibt’s die Finsternis. Wahr Mensch und wahrer Gott, hilft uns aus allem Leide, rettet von Sünd und Tod.                 | La florecita minúscula, Que tan dulce nos huele, Con su brillo tan claro, Disipa las tinieblas. ¡Hombre verdadero y Dios verdadero! Nos ayuda en las penas Y nos salva del pecado y la muerte.                               |

## En música
La tonada fue utilizada por Johannes Brahms como base para un preludio coral para órgano, más tarde transcrito para orquesta por Erich Leinsdorf, y por Hugo Distler como base para su oratorio de 1933 Die Weihnachtsgeschichte (La Historia de Navidad). El compositor sueco Jan Sandström escribió en 1990 Es ist ein Ros entsprungen para dos coros a capela, el cual incorpora la armonización de Praetorius. Weihnachtsmusik, (Música de Navidad) (1921) para dos violines, chelo, piano y armonio de Arnold Schönberg es una breve fantasía de la tonada.

## Interpretaciones modernas
Algunos notables interpretaciones por artistas populares contemporáneos incluyen a:
- 2000- Linda Ronstadt en A Merry Little Christmas, (Una pequeña Navidad).
- 2000- Charlotte Church en Dream a Dream, (Sueña un sueño).
- 2001- Sufjan Stevens en Songs for Christmas, (Canciones para Navidad).
- 2009- Sting en el álbum If on a Winter's Night..., (Si en la noche de un Invierno..).
- 2009- Tori Amos en Midwinter Graces, (Gracias del pleno invierno), como Holly, Ivy and Rose, (Acebo, hiedra y rosa).
- 2017- Aurora Aksnes en NRK

## En películas
- La canción fue usada en la película de 1970  Love Story.
- En la escena de apertura de la 2009 película la mujer del Viajero de Tiempo, el protagonista, Henry DeTamble, como niño de seis años, está viajando en un coche con su madre, un cantante de ópera, le canta "Es ist ein Ros entsprungen". Es un tema constante  durante la película. La canción está también editada con la banda sonora oficial.
- La canción se mostraba cerca del final de la 2001 película británica animada Un villancico: La Película.